# 維德角地理

佛得角群島地圖

佛得角（正式名稱為佛得角共和國）是一組乾旱的大西洋島嶼，擁有獨特的植物、鳥類和爬行動物群落。

## 位置和描述
佛得角群島位於大西洋中部，距離非洲大陸西海岸約450 km（280 mi）。 地形從乾燥平原到活火山高峰不等，懸崖從海洋陡峭升起。氣候乾旱。總面積為4,033 km2（1,557 sq mi）。
該群島由十個島嶼和五個較小的島嶼（稱為小島）組成，分為迎風群島（Barlavento）和背風群島（Sotavento）。
迎風群島位於信風中，包含六個島嶼：聖安唐島、聖維森特島、聖盧西亞島、聖尼古勞島、薩爾島和博阿維斯塔島。 總陸地面積為2,239 km2（864 sq mi）。
在迎風群島的西部，聖安唐島、聖維森特島、聖尼古勞島、聖盧西亞島以及小島白嶼和拉索嶼都是火山島，雖然多岩石但能廣泛支持半乾旱農業。
在迎風群島的東部，薩爾島和博阿維斯塔島是輕微丘陵的荒漠島嶼，經濟基礎為食鹽並依賴漁業和旅遊業，與維德角地理中的馬尤島更為相似。
背風群島有四個主要島嶼。 西部三個島嶼布拉瓦島、福古島和聖地牙哥島 (維德角)是多岩石的火山農業島嶼，擁有最長的人類居住歷史。第四個也是最東端的島嶼馬尤島是一個平坦的荒漠島嶼，經濟主要基於食鹽，與迎風群島的薩爾島和博阿維斯塔島更為相似。隆博小島群是布拉瓦島北部的荒蕪小島。背風群島總面積為1,803 km2（696 sq mi）。
三個島嶼——薩爾島、博阿維斯塔島和馬尤島——通常地勢平坦且缺乏天然水源。 在聖地牙哥島、福古島、聖安唐島和聖尼古勞島可以找到高於1,280（4,199英尺）的山峰。
強風攜帶的沙土在所有島嶼上都造成了侵蝕，特別是迎風島嶼。 在幾個多山島嶼上，陡峭的鋸齒狀懸崖從海中升起。 高地和海岸缺乏天然植被也加劇了土壤侵蝕。 內陸山谷支持更密集的天然植被。

## 島嶼列表

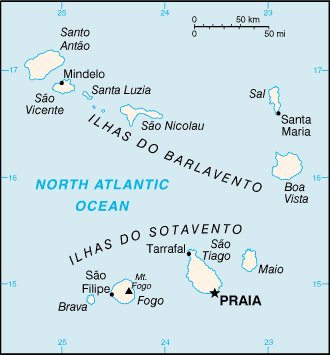
地圖

| 島嶼或小島          | 最大聚落          | 其他聚落                                                          | 面積 (km2) | 人口    |
| ------------------- | ----------------- | ----------------------------------------------------------------- | ---------- | ------- |
| 迎風群島            |                   |                                                                   | 2,265.55   | 179,114 |
| 聖安唐島            | 波多諾伏 (佛得角) | 大里貝拉 (佛得角)、蓬巴什、蓬塔杜索爾                             | 779.0      | 46,872  |
| 聖維森特島          | 明德盧            |                                                                   | 227.0      | 81,267  |
| 鳥嶼                | 無人居住          |                                                                   | 0.05       | 0       |
| 聖盧西亞島          | 無人居住          |                                                                   | 34.0       | 0       |
| 拉索嶼              | 無人居住          |                                                                   | 7.0        | 0       |
| 白嶼                | 無人居住          |                                                                   | 3.0        | 0       |
| 聖尼古勞島          | 里貝拉布拉瓦      | 聖尼古勞塔拉法爾                                                  | 379.5      | 13,680  |
| 薩爾島              | 埃斯帕戈斯        | 聖瑪麗亞 (佛得角)                                                 | 216.0      | 27,515  |
| 博阿維斯塔島        | 薩爾雷            | 下埃斯坦西亞                                                      | 620.0      | 9,779   |
| 背風群島            |                   |                                                                   | 1,806.95   | 345,886 |
| 馬尤島              | 馬尤              | 卡列塔                                                            | 269.0      | 7,420   |
| 聖地牙哥島 (維德角) | 培亞              | 阿索馬達、塔拉法爾、卡列塔德聖米格爾、佩德拉巴德茹、舊城 (維德角) | 991.0      | 292,500 |
| 福古島              | 聖菲利佩          | 莫斯特羅、科瓦菲蓋拉                                              | 475.6      | 39,567  |
| 布拉瓦島            | 新辛特拉          | 弗爾納                                                            | 66.6       | 6,399   |
| 乾嶼群              | 無人居住          |                                                                   | 4.75       | 0       |

## 備註
1. ↑  加上小島鳥嶼
2. ↑  加上小島容科尾嶼
3. ↑  加上小島薩爾雷嶼和堡壘嶼